# Orphanage Animation Studio
Orphanage Animation Studio est un studio américain de production de films d'animation fondé en 2005 par Genndy Tartakovsky, Craig Kellman, Bryan Andrews, Paul Rudish, Aaron Springer et Justin Thompson.

## Filmographie
Orphenage a participé à plusieurs films comme :
- 2004 : Le Jour d'après
- 2005 : Sin City
- 2005 : Harry Potter et la Coupe de Feu